# Margot and the Nuclear So and So's
Margot and the Nuclear So and So's est un groupe de rock américain, originaire d'Indianapolis, dans l'Indiana. Il est composé de Richard Edwards (chant et guitare), Jesse Lee (violoncelle), Erik Kang (violon, lap steel), Andy Fry (guitare), Chris Fry (batterie), Tyler Watkins (basse), Emily Watkins (chant, clavier), Casey Tennis (percussions) et de Hubert Glover (trompette). Leur style estr décrit de « pop de chambre cinématique » pendant une critique sur l'album The Dust of Retreat.

## Biographie
Originellement, les membres fondateurs du groupe, Richard Edwards et Andy Fry, expliquent s'être rencontré dans une animalerie en 2004. Cependant, ils admettront que c'était faux. Fry se lie d'amitié avec Edwards pendant l'adolescence, les deux partageant les mêmes ambitions musicales. Finalement, en 2004, les deux forment Margot and the Nuclear So and So's, nommé d'après le personnage de Margot dans le film The Royal Tenenbaums de Wes Anderson (2001). Au fil du temps, plusieurs amis d'Edwards et Fry rejoignent le groupe et emménageront avec les deux. « Certains d'entre eux étaient SDF alors ils en avaient plus que besoin », explique Edwards en 2008.
Leur premier album, The Dust of Retreat, est publié en 2005 chez la Standard Recording Company. Il est réédité le 26 mars 2006 chez Artemis Records.
Suivent deux autres albums - Animal! et Not Animal (2008). Après avoir bougé à Chicago en 2009, Richard Edwards commence à expérimenter une nouvelle formation, et finit par développer un sextuor. Cette nouvelle formation permet à Edwards d'emmener le groupe vers une direction plus rock pour leurs deux prochains albums, Buzzard (2010), et Rot Gut, Domestic (2012).
Le 4 décembre 2015, le groupe publie cinq coffrets album chez Joyful Noise Recordings. Le 24 janvier 2017, Richard Edwards annonce la sortie de son premier album solo, Lemon Cotton Candy Sunset, qui est publié le 31 mars 2017 chez Joyful Noise Recordings.